# Braneț
Braneț – wieś w Rumunii, w okręgu Aluta, w gminie Bârza. W 2011 roku liczyła 1531 mieszkańców.